# ساموئل ماوریزی
ساموئل ماوریزی (انگلیسی: Samuele Maurizi؛ زادهٔ ۸ سپتامبر ۱۹۹۵) بازیکن فوتبال است.
از باشگاه‌هایی که در آن بازی کرده‌است می‌توان به باشگاه فوتبال کارپی اشاره کرد.